# Dreieck Moseltal
Dreieck Moseltal is een knooppunt in de Duitse deelstaat Rijnland-Palts.
Op knooppunt sluit de A602 vanuit Trier aan op de A1 Keulen-Saarbrücken.

## Geografie
Het knooppunt ligt in de gemeente Longuich in het Landkreis Trier-Saarburg.
Nabijgelegen steden en dorpen zijn Kenn, Longuich, Longen, Mehring (Mosel) en Riol.
He knooppunt ligt tussen de Eifel in het noorden en de Hunsrück in het zuiden.

## Configuratie
Rijstrook
Nabij het knooppunt hebben beide snelwegen 2x2 rijstroken.
Alle verbindingswegen hebben één rijstrook.

## Verkeersintensiteiten
Dagelijks passeren ongeveer 100.000 voertuigen het knooppunt.
| Van              | Naar            | Gemiddeld aantal voertuigen per dag | Percentage vrachtverkeer |
| ---------------- | --------------- | ----------------------------------- | ------------------------ |
| AS Schweich (A1) | AD Moseltal     | 34.900                              | 12,6 %                   |
| AD Moseltal      | AS Mehring (A1) | 30.400                              | 14,6 %                   |
| AS Kenn (A602)   | AD Moseltal     | 46.900                              | 7,8 %                    |

## Richtingen knooppunt
| Aansluitende wegen         | Aansluitende wegen            | Aansluitende wegen        | Aansluitende wegen | Aansluitende wegen                                            |
| -------------------------- | ----------------------------- | ------------------------- | ------------------ | ------------------------------------------------------------- |
|                            |                               | richting Koblenz / Keulen |                    |                                                               |
|                            |                               |                           |                    |                                                               |
| richting Trier / Luxemburg | L145 richting Longuich / Fell |                           |                    |                                                               |
|                            |                               |                           |                    |                                                               |
|                            |                               |                           |                    | richting Saarbrücken / Kaiserslautern Luchthaven Hahn / Mainz |